# Kyathampalle
Kyathampalle é uma vila no distrito de Adilabad, no estado indiano de Andhra Pradesh.

## Demografia
Segundo o censo de 2001, Kyathampalle tinha uma população de 42 275 habitantes. Os indivíduos do sexo masculino constituem 51% da população e os do sexo feminino 49%. Kyathampalle tem uma taxa de literacia de 59%, inferior à média nacional de 59,5%: a literacia no sexo masculino é de 67% e no sexo feminino é de 51%. Em Kyathampalle, 11% da população está abaixo dos 6 anos de idade.